# Дюран, Огюст
Мари Огюст Массакрье-Дюран (фр. Marie-Auguste Massacrié-Durand; 18 июля 1830, Париж — 31 мая 1909, Париж) — французский органист и музыкальный издатель.

## Биография
Учился игре на органе в Парижской консерватории у Франсуа Бенуа. С 1849 г. органист церкви Святого Амвросия, затем Святой Женевьевы, Святого Роха и наконец в 1862—1874 гг. Святого Викентия де Поля. Выступал также как исполнитель на фисгармонии. Автор инструментальных сочинений и церковной музыки, публиковался также как музыкальный критик.
В 1869 г. вместе с семью компаньонами основал издательскую фирму «Дюран, Шёневерк и компания» (фр. Durand-Schönewerk & Cie), приобретшую издательские права на обширный каталог более ранней фирмы Гюстава Флаксланда (около 1400 произведений). В результате серии реорганизаций к 1891 г. Дюран превратил бизнес в семейный, избавившись от остальных компаньонов и введя в дело своего сына Жака, фирма стала называться «О. Дюран и сын» (фр. A. Durand & fils). Жак Дюран и унаследовал фирму после смерти отца.
В издательстве Дюрана печатались произведения ведущих национальных композиторов: Эдуара Лало, Жюля Массне, Камиля Сен-Санса, Сезара Франка, а затем, уже на рубеже столетий, Поля Дюка, Клода Дебюсси, Мориса Равеля и других мастеров новой эпохи. Под редакцией Сен-Санса на рубеже веков Дюран выпускал полное собрание сочинений Жана-Филиппа Рамо. Среди произведений зарубежных композиторов, издававшихся во Франции Дюраном, были, в частности, первые оперы Рихарда Вагнера. Большое музыковедческое значение имеет личная и деловая переписка отца и сына Дюранов: так, в советском издании избранных писем Дебюсси около трети адресованы Жаку Дюрану.